# Bufo pageoti
Espèce
Synonymes
- Bufo burmanus Andersson, 1939 "1938"

Statut de conservation UICN

 NT  : Quasi menacé
Bufo pageoti est une espèce d'amphibiens de la famille des Bufonidae.

## Répartition
Cette espèce se rencontre entre 1 900 et 2 500 m d'altitude, :
- dans le Nord-Est et à l'Ouest de la Birmanie ;
- au Viêt Nam dans les provinces de Lào Cai, de Nghệ An, de Hà Tĩnh et de Quảng Nam ;
- en Chine au Yunnan, dans la réserve naturelle de Gaoligongshan dans les xians de Tengchong et de Lushui et à Baoshan.

## Publication originale
- Bourret, 1937 : Notes herpétologiques sur l'Indochine française. XIV. Les batraciens de la collection du Laboratoire des Sciences Naturelles de l'Université. Descriptions de quinze espèces ou variétés nouvelles. Annexe Bulletin de l'Institut public Hanoï, p. 5-56.